# Литвинов, Станислав Степанович
Станисла́в Степа́нович Литви́нов (7 июля 1946 года, Алтайский край — 2 апреля 2018 года) — российский учёный в области овощеводства, академик РАН (2013), РАСХН (1999), доктор сельскохозяйственных наук (1995), профессор (2004).
Лауреат Государственной премии РФ (2003). Заслуженный агроном РСФСР (1982).

## Биография
Родился в с. Чёрная Курья Мамонтовского района Алтайского края.
Окончил Алтайский СХИ (1967).
- 1967—1969 — младший научный сотрудник Западно-Сибирской овощекартофельной селекционной опытной станции НИИ овощного хозяйства (НИИОХ).
- 1969—1972 — аспирант НИИОХ,
- 1972—1983 — заместитель директора по научной работе Западно-Сибирской овощекартофельной селекционной опытной станции,
- 1983—1987 — директор Бирючекутской овощной селекционной опытной станции НИИОХ,
- 1987—1995 — заместитель генерального директора по научной работе НПО по овощеводству «Россия».
- директор (1995—2015), с 2015 г. научный руководитель Всероссийского НИИ овощеводства.

Состоял в редколлегии журнала "Картофель и овощи".
Один из разработчиков специализированных севооборотов: овощекормовых с включением многолетних трав 1-2 лет пользования; овощных — с чистыми и занятыми парами; интенсивных овощных; овощных — для бедных гумусом почв; овощных — для хозяйств с насыщением капустой до 50 %, томатом и огурцом до 25 %, морковью и луком до 50 %.
Разработчик моделей обработки чернозёмных почв, доз минеральных удобрений, оптимальной густоты стояния растений применительно к орошаемому овощеводству.
Награждён орденом «Знак Почета» (1986), орденом Дружбы (1999). Лауреат Государственной премии РФ (2003). Заслуженный агроном РСФСР (1982).
Автор более 150 научных трудов, в том числе 30 книг и брошюр, из них 12 монографий. Получил 16 авторских свидетельств и патентов на изобретения.

## Основные работы
- Научные основы использования земли в овощеводстве: на примере черноземов Зап. Сибири. — М., 1992. — 247 c.
- Твой огород. — М.: Раритет, 1994. — 240 c.
- Проблемы экологизации овощеводства России. — М.: Полиграф, 1998. — [256] с.
- Качество и лежкость овощей / соавт.: В. А. Борисов, А. В. Романова. — М., 2003. — 625 с.
- Научные основы современного овощеводства. — М.: ВНИИО, 2008. — 771 с.
- Сборник научных трудов по овощеводству и бахчеводству: к 110-летию со дня рождения Квасникова Бориса Васильевича / ГНУ Всерос. НИИ овощеводства. — М.: ВНИИО, 2009. — 529 с.
- Методика полевого опыта в овощеводстве / ГНУ Всерос. НИИ овощеводства. — М.: ВНИИО, 2011. — 648 с.
- Энциклопедия овощеводства: (термины, понятия, определения) / ГНУ Всерос. НИИ овощеводства. — М.: ВНИИО, 2014. — 811 с.
- Эффективность овощеводства России: (анализ, стратегия, прогноз) / соавт. М. В. Шатилов; ФГБНУ «Всерос. НИИ овощеводства». — М.: ВНИИО, 2015. — 140 с.